# Maladie vectorielle
Une maladie vectorielle est en médecine humaine ou vétérinaire, ou en phytopathologie une maladie qui est causée par un agent parasite véhiculé et inoculé ou déposé par un vecteur vivant (obligatoire dans la plupart des cas).  Ce vecteur est un organisme qui ne provoque pas lui-même la maladie mais qui est nécessaire à la dispersion de l'infection en transportant les agents pathogènes d'un hôte à l'autre. 
Chez l'animal et l'être humain la plupart des « maladies à vecteur » sont des zoonoses, c'est-à-dire des maladies passant de l'homme à des animaux domestiques ou sauvages — ou inversement — et parfois des maladies émergentes ou réémergentes (ex : maladies vectorielles à tiques). 

## Maladies en augmentations
En raison de la mondialisation de l'économie et de l'accélération et de la hausse des déplacements, les maladies infectieuses vectorielles prennent un poids épidémiologique et éco-épidémiologique croissant. 
Il est devenu, malgré des moyens nouveaux considérables de diagnostic et traitement, très difficile de les juguler. 
Ce sont pour cela des maladies particulièrement suivies par l'OMS qui collabore de plus en plus avec l'OIE sous l'égide de l'ONU, notamment pour aider les pays pauvres à développer leurs systèmes de suivi écoépidémiologique.

## Une maladie vectorielle nécessite
- une ou plusieurs « espèces-réservoir » de l'agent pathogène.
- un agent pathogène (virus, bactéries, protozoaires, filaires). 
Dans quelques rares cas ce pathogène peut affaiblir le vecteur, voire le tuer. 
Il arrive aussi que le parasite puisse modifier le comportement de son hôte (interactions durables), par exemple pour qu'il se fasse plus facilement manger, ce qui permet au parasite de pouvoir infecter un autre hôte nécessaire pour compléter son cycle de développement. En laboratoire, les tiques infectées par des borrélies montrent un comportement de recherche de proies plus actif, et se déplacent deux fois plus loin pour les rechercher quand il fait sec ou chaud (voir Article « borrélioses » et Article « Tiques » pour plus de détails).
- une espèce « vectrice ». 
Il s'agit souvent d'un arthropode (acarien); d'un insectes (essentiellement diptères, brachycères ou nématocères) ou plus rarement d'un invertébré piqueur ou suceur de type sangsue chez les animaux). Chez les végétaux, ce sont surtout les pucerons ou d'autres suceurs de sève. Le vecteur n'a en fait rarement qu'un rôle de transporteur ; Mains agents pathogènes ont une partie de leur cycle de reproduction sexuée qui se déroule dans le vecteur (par exemple pour le paludisme, les babésioses et theilérioses). La majorité des protozoaires tels que Plasmodium, Theileria, Babesia, Leishmania se multiplient et se transforment dans le vecteur où ils acquièrent leur pouvoir infectant (on parle alors de transmission cyclopropagative).

Les filaires s'y transforment du stade d’embryon (ou microfilaire) au stade de « larve 3 » infestante (on parle de « transformation évolutive » dans le vecteur).
Il arrive que l'agent infectieux d'une maladie vectorielle puisse en outre aussi se transmettre « verticalement » (c'est-à-dire se reproduire et survivre sur plusieurs générations chez le vecteur et sa descendance, via les gonades puis les œufs ;  le vecteur devient alors aussi réservoir (par exemple pour Babesia chez sa tique vectrice.
Il semble aussi que des co-infections puissent parfois faciliter la pénétration conjointe et l'infection par différents pathogènes

## Écoépidémiologie
Plusieurs de ces maladies sont devenues des émergentes ou en plein développement, en raison de la pullulation de l'espèce vectrice (tique en particulier) ou de comportements à risque de la part des hommes (déforestation..) . Nombre des catastrophes induites par El Niño (comme dans le Pacifique intertropical de juillet 1982 à avril 1983 semblent aussi avoir des impacts écoépidémiologique, qui pourraient peut-être s'accentuer dans le contexte du dérèglement climatique.

## Exemples de maladies vectorielles: (non exhaustif)
- Paludisme, fièvre jaune, encéphalite de Saint-Louis, dengue ou fièvre du Nil occidental véhiculées par plusieurs espèces de moustiques (en).
- Peste bubonique, due au bacille (Yersinia pestis) transmise par des puces de rongeurs à l'Homme,
- Bartonelloses transmises par des puces ou tiques
- Maladie de Lyme identifiée en 1977, en expansion, transmises par des tiques.
- Babesioses
- Leishmanioses, transmise par des moucherons
- Hantavirus ? (exceptionnellement transmis via morsures de rongeurs ou de tiques ?, mais le plus souvent par inhalation de particules virales)
- Maladie de Chagas (Triatominae)
- Piroplasmose du mouton ; détectés en Roumanie dès 1884 par Magureanu et chez les bovins dès 1892 par Babes, avant qu'en 1893 Smith et Kilborne identifient (au Texas) la responsabilité de la tique Boophilus annulatus comme vecteur de Babesia bovis.
- Plusieurs formes de rage sont transmises via les morsures de diverses espèces (canidés et chiroptères).
- etc.